# Ишмухаметов, Рустам Рифатович
Ишмухаметов Рустам Рифатович (род. 7 октября 1977 года, д. Юзимян Гафурийского района БАССР) — российский, башкирский государственный и политический деятель, депутат Государственной Думы Федерального Собрания Российской Федерации VI созыва (Республика Башкортостан), член Комитета Государственной Думы по конституционному законодательству и государственному строительству (фракция «Единая Россия») (2014—2016 гг.). Заместитель Председателя Государственного Собрания — Курултая Республики Башкортсотан (с 2018 г.).

## Биография
Родился 7 октября 1977 года в д. Юзимян Гафурийского района Республики Башкортостан. Окончил Башкирский государственный университет (ныне Уфимский университет науки и технологий), исторический факультет.
Кандидат социологических наук.
С 1992 по 1993 год — рабочий Детско-юношеской спортивной школы с. Красноусольский, Башкирской АССР.
С 1994 по 1999 год — обучение в Башкирском государственном университете (ныне Уфимский университет науки и технологий).
В 1999 году работал учителем истории Башкирской гимназии № 140 г. Уфы.
С 1999 по 2001 год, а также в 2004—2005 годах — учитель истории Башкирского лицея № 136 г. Уфы.
С 2001 по 2004 год обучался в аспирантуре Башкирской академии государственной службы и управления при Президенте Республики Башкортостан.
В 2005—2009 годах — директор гимназии г. Белебей Республики Башкортостан.
В 2008 году был избран депутатом Государственного Собрания — Курултая Республики Башкортостан VI созыва. Состоял в Комитете по образованию, науке, культуре, спорту и молодежи.
С 2009 по 2010 год — ректор Государственного образовательного учреждения дополнительного профессионального образования «Башкирский институт развития образования».
С 2010 по 2012 год — советник Президента Республики Башкортостан.
В 2010—2012 годах — руководитель регионального исполнительного комитета Башкортостанского регионального отделения Всероссийской политической партии «Единая Россия».
В 2011 году принимал участие в праймериз «Единой России» на выборах в Государственную Думу VI созыва, по итогам которых был зарегистрирован кандидатом в депутаты Госдумы от Республики Башкортостан.
В 2012 году был избран депутатом Государственного Собрания — Курултая Республики Башкортостан, где работал заместителем председателя Комитета по государственному строительству; с 2013 года — заместитель председателя Комитета по жилищной политике и инфраструктурному развитию.
В октябре 2014 года Рустаму Ишмухаметову был передан мандат депутата Государственной Думы Федерального Собрания Российской Федерации шестого созыва, где по октябрь 2015 года он состоял в Комитете ГД по энергетике;
С 2015 по 2016 год — член Комитета Государственной Думы по конституционному законодательству и государственному строительству.
С 2016 по 2018 год — Помощник Главы Республики Башкортостан.
С 2018 года — Депутат Государственного Собрания — Курултая Республики Башкортостан шестого созыва, заместитель Председателя Государственного Собрания — Курултая Республики Башкортостан шестого созыва, на профессиональной постоянной основе, руководитель фракции «Единая Россия».
Женат, воспитывает сына и дочь.

## Общественная деятельность
2007—2008 гг. — член Молодёжной Общественной палаты при Государственном Собрании-Курултае РБ,
2008—2010 гг. — член Молодёжного Федерального Собрания Российской Федерации,
2009—2010 гг. — главный редактор журнала «Образование: традиции и инновации»,
2009—2010 гг. — Председатель регионального отделения Общероссийской общественной организации «Всероссийское педагогическое собрание»,
С 2009 г. — член Правления Общества российско-германской дружбы «Башкортостан-Германия»,
С 2013 г. — член Координационного Совета при МВД по РБ,
С 2018 — координатор проекта «Трезвый Башкортостан».
С 2018 — председатель Совета руководителей фракций Всероссийской политической партии «Единая Россия» в Республике Башкортсотан.
Член-корреспондент Международной академии дополнительного образования.
Оказывает систематическую поддержку различным общественным культурным мероприятиям, посвященным памяти Великой Отечественной войны.

## Награды и звания
- Отличник образования Республики Башкортостан (2006 г.).
- Диплом Президента Республики Башкортостан «Лауреат проекта „Профессиональная команда страны“ по Республике Башкортостан» (2007, 2009 гг.).
- Диплом лауреата федерального уровня проекта Партии «Единая Россия» «Кадровый резерв: Профессиональная команда страны» (2007 г.).
- Почетная грамота Министерства образования Республики Башкортостан (2008 г.).
- Благодарственное письмо Президента Республики Башкортостан «За многолетний совместный труд на благо Башкортостана и России» (2009 г.).
- Медаль «За заслуги в противодействии распространению наркотиков» (2011 г).
- Благодарственное письмо Президента Республики Башкортостан «За личный вклад в развитие государственности Башкортостана, участие в совершенствовании и развитии республиканского законодательства, в общественно-политической жизни республики» (2013 г).
- Почетная грамота Государственного Собрания — Курултая Республики Башкортостан (2014 г.).
- Почетная грамота Государственной Думы Федерального Собрания Российской Федерации (2016 г.).
- Благодарственное письмо Министра внутренних дел Российской Федерации (2016 г.).
- Благодарность Правительства Республики Башкортостан (2020 г.).
- Почетная грамота Республики Башкортостан (2020 г.).
- Почетная грамота Правительства Республики Башкортостан (2021 г.).

Награждён также значительным количеством благодарственных писем и почетных грамот государственных, общественных и партийных структур.

## Интересные факты
В конце 2019 года Рустам Ишмухаметов стал автором законопроекта об ограничении продажи алкоголя в дни новогодних каникул в Республике Башкортостан. Закон был принят. В итоге Башкортостан стал первым регионом России, где введены подобные ограничения.
14 мая 2022 года Рустам Ишмухаметов выступил с критикой принятого Рижской думой решения о сносе памятника советским воинам — освободителям Латвии и предложил депутатам Риги массово сдать мандаты.